# 657 (tal)
657 är det naturliga heltal som följer 656 och följs av 658.

## Matematiska egenskaper
- 657 är ett udda tal.
- 657 är ett sammansatt tal.
- 657 är ett defekt tal.
- 657 är ett Polygontal.
- 657 är ett Ikosagontal.
- 657 är ett palindromtal i det Oktala talsystemet.

## Inom vetenskapen
- 657 Gunlöd, en asteroid.